# Ruda Śląska
Ruda Śląska délnyugat-lengyelországi város a sziléziai vajdaságban, a felsősziléziai ipari körzet központjában, Lengyelország egyik legfontosabb kulturális, tudományos és gazdasági központja.

## Történelem
1243-ban a már létezett a település Ruda néven. A városi jogot 1295 és 1305 között kaphatta, de pontos adat nincs. A 14. és 15. században rohamosan fejlődött a kézműves ipar. 1526-ban a város a Habsburgok kezébe került. 1670-ben szenet találtak itt. 1742-ben Poroszország része lett.
Az első világháború végén 1919 és 1921 között a városban feszült volt a légkör. A város egyik része Németországé a másik Lengyelországé lett. A versailles-i béke tette helyre a rendet, és Lengyelországnak adta a várost.
1959-ben Nowy Bytom és Ruda egyesülésével létrejött Ruda Śląska.

## Városrészek
- Orzegów
- Godula
- Ruda
- Chebzie
- Nowy Bytom
- Bielszowice
- Bykowina
- Wirek
- Halemba
- Kochłowice
- Czarny Las

## Testvértelepülések
- Léva (Szlovákia)
- Papenburg (Németország)
- Vibo Valentina (Olaszország)